# Eremophila anomala
Eremophila anomala är en flenörtsväxtart som beskrevs av Chinnock. Eremophila anomala ingår i släktet Eremophila och familjen flenörtsväxter. Inga underarter finns listade i Catalogue of Life.